# Чагчаран
Чагчаран, (дари چغچران), также Фирузкух, (дари فیروزکوه) — город в центральной части Афганистана, административный центр провинции Гор.

## География

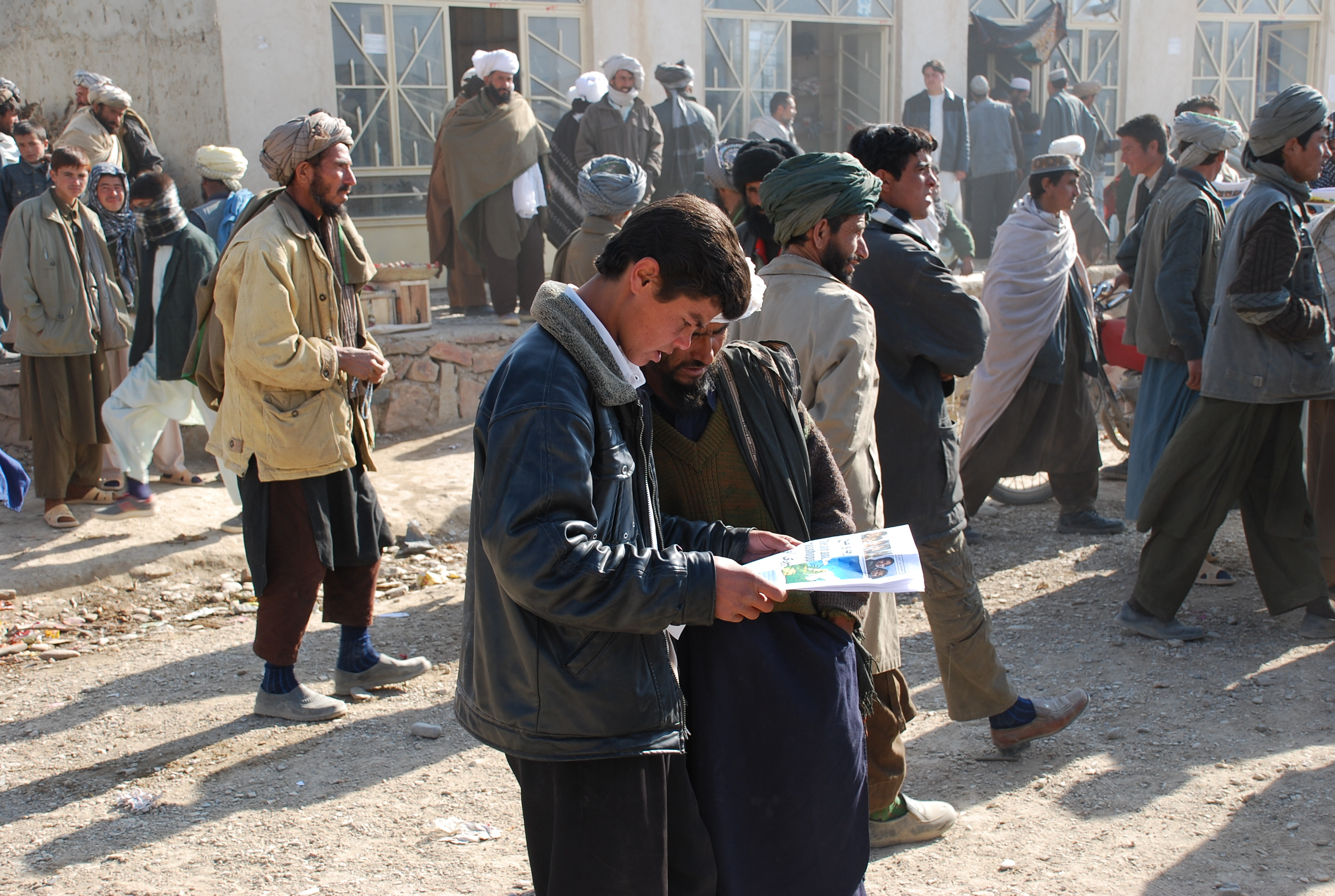
На улице в Чагчаране.

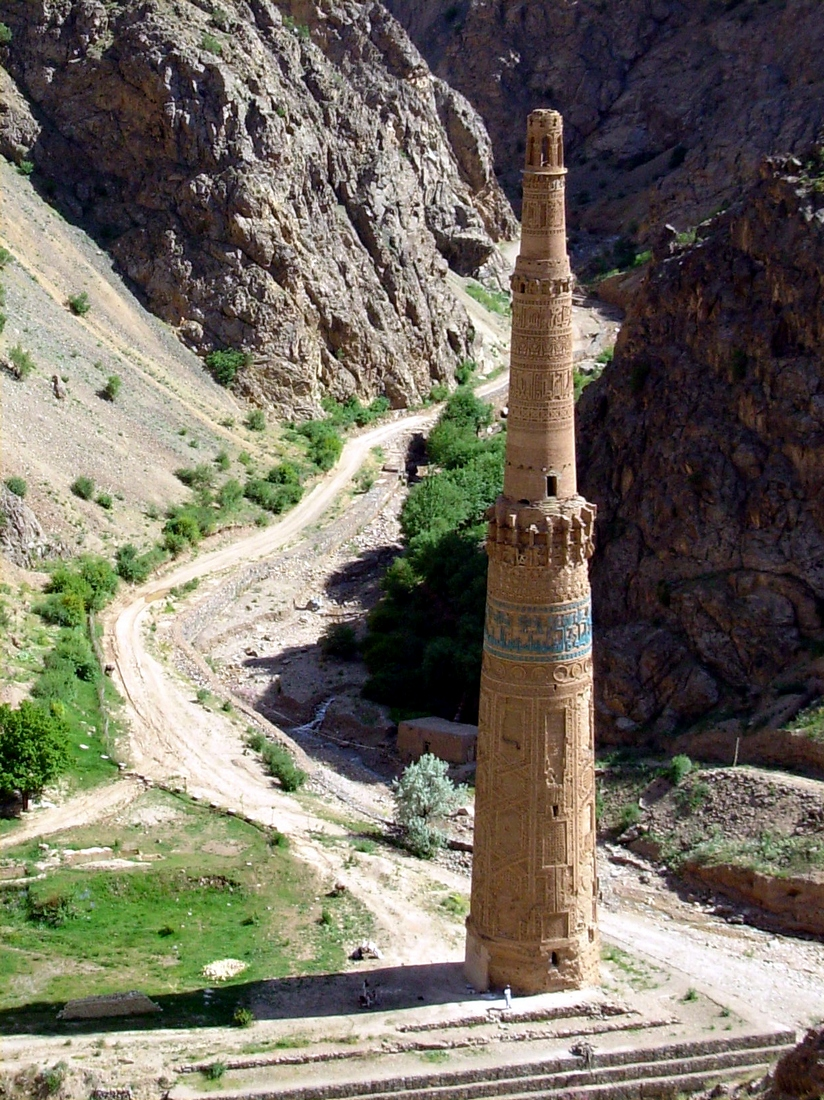
Джамский минарет.

Город Чагчаран (Фирузкух) находится в южной части реки Теджен, на горном плато, на высоте 2.230 метров над уровнем моря. На западе от него на расстоянии 380 километров находится город Герат, к которому проложена автострада. На востоке от Чагчарана также шоссе соединяет город со столицей Афганистана, Кабулом (430 километров). Несмотря на относительно небольшое расстояние, из-за часто случающейся плохой погоды в горах поездка из Чагчарана в Кабул может продлиться до трёх дней. Близ города, приблизительно в полутора километрах к северо-востоку от него, находится Чагчаранскимй аэропорт, из которого осуществляются регулярные рейсы в Кабул и Герат. Площадь города составляет 2.614 гектаров.

## История
До проникновения сюда ислама местное население исповедовало различные религии: индуизм, буддизм, зороастризм. Исламизация этой части Афганистана была завершена после завоевания её Махмудом Газневи в X веке. После распада державы Газневидoв в XII веке территория Чагчарана подпадает под власть династии местных Гуридов. Гуриды, резиденцией которых был Фирузкух, воздвигли близ города знаменитый минарет Джам вошедший ныне в список Всемирного наследия ЮНЕСКО. В XIII веке регион был захвачен монголами, Фирузкух разрушен, но минарет Джам сохранился. Затем здесь правили ильханы, а с XIV века — Тимур. В 1507 году во время своей поездки в Кабул город посетил император из династии Великих Моголов Бабур.
В 2005 году в Чагчаране и на территории чагчаранского аэропорта были размещены международные воинские соединения из Литвы, Грузии, Украины, Дании, Исландии, США и Хорватии. 14 мая 2020 года бойцы Талибана захватили военный пост международных сил в Чагчаране, убив 3 афганских военнослужащих и взяв в плен 11 человек. В августе 2021 года Чагчаран был взят вооружёнными силами Талибана во время всеафганской наступательной операции этой организации, став шестнадцатой по счёту столицей провинции в этой стране, в которой Талибан пришёл к власти.

## Экономика
Основой хозяйства в провинции Гор и в Чагчаране в частности является сельское хозяйство, в особенности скотоводство.

## Климат
Климат в Чагчаране умеренно континентальный, с обильной снегом зимой и жарким, засушливым летом. Осадков выпадает немного, преимущественно зимой и весной.